# Karl Decker
Karl Decker, nemški general, * 30. november 1897, † 21. april 1945.